# 堀内町 (名古屋市)
堀内町（ほりうちちょう）は、愛知県名古屋市中村区の地名。

## 歴史

### 町名の由来
開発に尽力した当地の堀内金兵衛なる住民の名に由来するという。

### 沿革
- 1901年（明治34年）4月17日 - 名古屋市広井の一部により、同市堀内町として成立[1]。
- 1908年（明治41年）4月1日 - 西区成立に伴い、同区堀内町となる[1]。
- 1944年（昭和19年）2月11日 - 中村区編入により、同区堀内町となる[1]。
- 1977年（昭和52年）10月23日 - 名駅一丁目・同三丁目・同四丁目にそれぞれ編入され消滅[1]。